# Frénk van der Linden

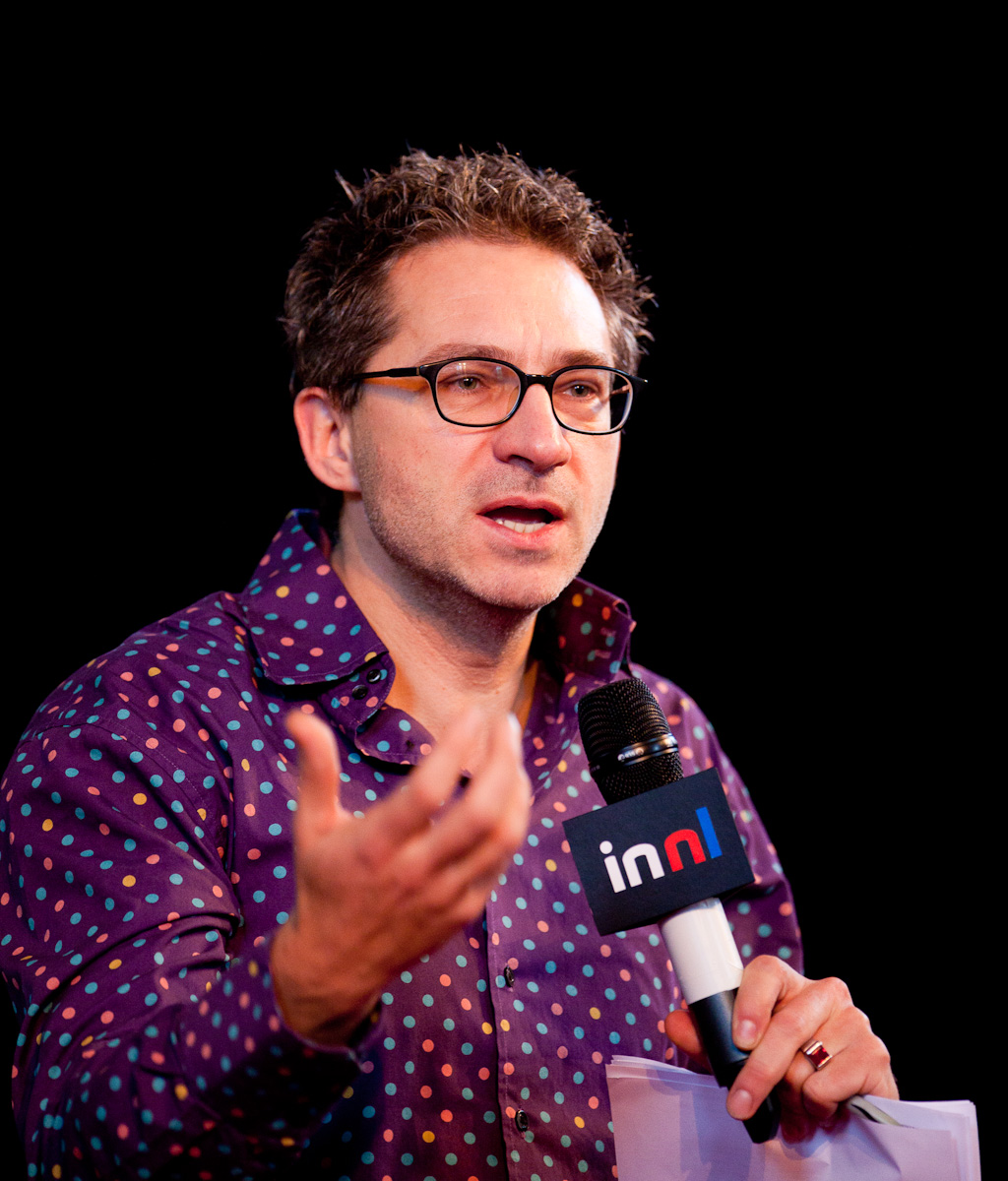
Frénk van der Linden in 2010

Frénk van der Linden (Haarlem, 14 oktober 1957) is een Nederlandse journalist. Hij is vooral bekend van zijn artikelen in De Volkskrant en als presentator van Kunststof op NPO Radio 1. 

## Loopbaan
Van der Linden groeide op in Hillegom als zoon van vrachtwagenchauffeur Jan van der Linden en volgde een opleiding aan de School voor Journalistiek in Utrecht (1977-1980). Hij heeft vanaf 1980 honderden mensen uit onder meer de wereld van politiek, sport en media geïnterviewd voor krant, televisie en radio.
Van der Linden presenteert meerdere keren per week het radioprogramma Kunststof van de NTR. Hierin wordt steeds een bekende persoon een uur lang geïnterviewd. Ook hield Van der Linden interviews voor het NCRV-televisieprogramma Altijd Wat. Eerder maakte hij voor de NCRV het interviewprogramma 30 Hoog. Hij was geregeld te gast bij De Wereld Draait Door. In 2018 is hij gehuwd met Mylou Frencken.

## Prijzen
- Het Gouden Pennetje (1984) - Voor een serie interviews met journalisten[1]
- Persprijs Toerisme (1989) - Voor een reisverhaal over Jordanië
- Persprijs Toerisme (1992) - Voor een artikel over de Chinese provincie Shandong
- Eervolle vermelding LOF Prijs (1996) - Voor een serie politieke interviews in Nieuwe Revu.
- Prijs voor de Nederlandse Dagbladjournalistiek (1998) - Voor de interviewserie Geloof, Dood & Liefde in NRC Handelsblad.

## Tentoonstelling "Onder Hollandse helden"
Op de dag van zijn 60e verjaardag opende in Museum de Fundatie te Zwolle de expositie Onder Hollandse helden (14 oktober 2017 - 7 januari 2018). Daarin gingen 25 journalistieke portretten van Frenk van der Linden het gesprek aan met beeldende kunstportretten (schilderijen, tekeningen, foto’s enz.) van dezelfde 25 Bekende Nederlanders.

## Boeken (selectie)
- Met de mitrailleur in een boom. Confrontaties met Nederlandse journalisten (1984)
- Hemelse Vrede (met Tony Saich, 1989)
- Het meisje dat over mijn rug liep. Reizen door Zuidoost-Azië (1993)
- De elleboogstoot. Bekentenissen uit de voetbalwereld (1994)
- Geloof, Dood & Liefde. Interviews over het naakte bestaan (1997)
- Klappen met één hand. Leven en lijden van jong China (1997)
- Paarse striptease. Ontmaskerende ontmoetingen met Haagse helden (met Pieter Webeling, 1998)
- Tot op het bot. Gesprekken over ziel & zaligheid (1999)
- Dubbel geluk. China's huwelijk tussen communisme en kapitalisme ( met Lineke Rippen, 2001)
- Laten we eerlijk zijn - 25 jaar spraakmakende interviews (jubileumbundel, 2005)
- De Steniging (2006, genomineerd voor de Academica Debutantenprijs van 2007/2008)
- Let's make love (met Annet de Groot, 2008)
- Het moet pijnlijk blijven (met Freddy van Thijn, 2011)